# Zhang Boheng
Zhang Boheng (张博恒S; Changsha, 4 marzo 2000) è un ginnasta cinese.

## Biografia
Zhang iniziò a praticare ginnastica artistica a quattro anni, nel 2009 entrò nella squadra provinciale dello Hunan e nel 2018 cominciò ad allenarsi con la squadra nazionale cinese.

### 2018-2020
Nel 2018 vinse la medaglia d'argento con la squadra dello Hunan ai campionati nazionali, dove l'anno seguente si classificò settimo nel concorso generale, quinto agli anelli e quarto alla sbarra, nello stesso anno si aggiudicò il bronzo al volteggio ai campionati individuali cinesi.
Nel 2020, ai campionati nazionali senior, si piazzò quinto nel concorso generale e quarto al corpo libero e alle parallele, mentre ai Campionati individuali dello stesso anno, conquistò l'argento al cavallo con maniglie e il bronzo agli anelli. Debuttò poi a livello internazionale alla Friendship and Solidarity Competition di Tokyo.

### 2021
Ai campionati nazionali del 2021 si classificò secondo nel concorso generale dietro solo a Xiao Ruoteng, ma vincendo il titolo al corpo libero. Entrò poi nella lista di dodici atleti scelti per i Giochi olimpici di Tokyo 2020 ma, pur terminando al primo posto nal corpo libero dei trials, venne scelto solo come riserva a causa della sua scarsa esperienza internazionale.
Fu poi selezionato per i Mondiali di Kitakyushu, dove si qualificò secondo nel concorso generale dietro al campione olimpico giapponese Daiki Hashimoto e raggiunse le finali agli anelli e alle parallele. Nella finale del concorso generale, vinse l'oro superando Hashimoto per soli 0,017 punti, diventando il quinto ginnasta cinese a conquistare questo titolo. In seguito, si ritirò dalle finali di specialità.

### 2022 - 2023
Nel 2022 Zhang vinse il suo primo titolo nazionale nel concorso generale, primeggiando anche al corpo libero e alla sbarra. Nonostante venisse da infortuni a polso e spalla, partecipò ai Mondiali di Liverpool dove vinse il titolo iridato a squadre con oltre 4 punti di vantaggio sul Giappone e l'argento nel concorso general dietro a Daiki Hashimoto dopo aver ridotto il livello di difficoltà delle sue routine a causa degli infortuni.
L'anno successivo Zhang difese con successo il titolo nazionale nel concorso generale vincendo anche l'oro alla sbarra. Fu poi scelto per competere ai Giochi mondiali universitari di Chengdu, dove la squadra cinese vinse l'oro davanti al Giappone ed a livello individuale conquistò l'oro con 0,335 punti di vantaggio su Shi Cong. Partecipò poi ai Giochi Asiatici di Hangzhou, vincendo il titolo a squadre e il concorso generale con oltre due punti di vantaggio sul giapponese Takeru Kitazono. Nelle finali di specialità, vinse l'oro alla sbarra e l'argento al corpo libero.

### 2024
Nonostante un infortunio alla schiena che danneggia la sua partecipazione ai campionati nazionali, viene selezionato per rappresentare la Cina ai Giochi olimpici di Parigi 2024 insieme a Liu Yang, Su Weide, Xiao Ruoteng e Zou Jingyuan.
Nella capitale francese, la squadra cinese si qualifica al primo posto per la finale a squadre e Zhang guadagna l'accesso individuale per le finali del concorso generale e della sbarra.
Nell concorso a squadre, a causa di diverse cadute, la squadra cinese chiude al secondo posto dietro il Giappone.
Nella finale del concorso generale, durante l'esercizio a corpo libero Zhang cade, perdendo così la medaglia d'oro a favore di Shinnosuke Oka. Agli attrezzi chiude all'ottavo posto la finale del corpo libero a causa dell'uscita limiti del campo nella sua prima diagonale acrobatica, mentre nella finale alla sbarra, sbaglia l'atterraggio cadendo; tuttavia, a causa dei numerosi errori commessi dagli altri finalisti, riesce comunque riuscito a conquistare la medaglia di bronzo ex aequo con Tang Chia-hung.

## Palmarès
- Giochi olimpici

Parigi 2024: argento nel concorso a squadre e nel concorso individuale, bronzo nella sbarra.
- Mondiali

Kitakyushu 2021: oro nel concorso individuale.
Liverpool 2022: oro nel concorso a squadre, argento nel concorso individuale.
- Giochi asiatici

Hangzhou 2022: oro nel concorso a squadre, nel concorso individuale e alla sbarra, argento nel corpo libero.
- Campionati asiatici di ginnastica artistica

Chengdu 2021: oro nel concorso individuale e nel concorso a squadre.